# Jezioro Kłeckie
Jezioro Kłeckie (Jezioro Świniarskie) – jezioro rynnowe w województwie wielkopolskim, na Pojezierzu Gnieźnieńskim, w powiecie gnieźnieńskim, w gminach Kłecko i Mieleszyn. 

## Charakterystyka
Nad jeziorem leżą wsie: Borzątew, Świniary, Dobiejewo, a przy południowo-zachodnim brzegu miasto Kłecko.
Jezioro od północy jest zasilane przez strumień Dębina (prowadzący wodę z jezior Łopienno Północne i Łopienno Południowe), a w części południowej przez jezioro przepływa rzeka Mała Wełna (dopływ Wełny). Jezioro jest podpiętrzone na odpływie. Akwen jest użytkowany rekreacyjnie do różnych celów, w tym przez kluby żeglarskie, motorowodniaków i wędkarzy. W odpływowym plosie jeziora zlokalizowano strzeżone kąpielisko z możliwością wypożyczenia sprzętu wodnego.

## Dane morfometryczne
Akwen jest wydłużony południkowo i liczy 7,438 km długości (maksymalna szerokość 0,434 km).
Zwierciadło wody położone jest na wysokości 99,8 m n.p.m. Powierzchnia jeziora wynosi 141,0 ha, głębokość maksymalna 12,5 m, a średnia 4,7 m. 